# Gare de Saint-Martin-le-Beau
Gare de Saint-Martin-le-Beau – przystanek kolejowy w Saint-Martin-le-Beau, w departamencie Indre i Loara, w Regionie Centralnym, we Francji.
Został otwarty w 1869 przez Compagnie du chemin de fer de Paris à Orléans. Dziś jest przystankiem kolejowym Société nationale des chemins de fer français (SNCF) obsługiwanym przez pociągi TER Centre kursujące między Tours, Vierzon i Bourges.